# میدوری (مرورگر وب)
میدوری (به انگلیسی: Midori) (کلمه‌ای ژاپنی به معنای سبز) یک مرورگر وب سبک و سریع است. این برنامه یک نرم‌افزار آزاد است و تحت پروانه ال‌جی‌پی‌ال نسخه ۲٫۱ و بالاتر منتشر می‌شود. این مرورگر از موتور رندر وب‌کیت استفاده می‌کند و رابط کاربری آن با استفاده از ابزار ویجت جی‌تی‌کی+ ۲ یا ۳ نوشته شده است. میدوری از اجزای مفید میزکار اکس‌اف‌سی‌ئی به حساب می‌آید. میدوری به عنوان مرورگر وب پیشفرض در سیستم‌عامل المنتری و توزیع‌های لینوکس اسلیتاز، بودهی لینوکس، تریسکل و سیستم‌رسکیوسی‌دی انتخاب شده است. تک‌ریدار میدوری را جز بهترین ۸ مرورگر وب برای لینوکس انتخاب کرده است. این برنامه از تمام ویژگی‌های استاندارد برخوردار است. از جمله قابلیت‌های این برنامه، می‌توان به پشتیبانی از چندین زبانه برای مرور صفحات وب، قابلیت مرور کردن صفحات به صورت خصوصی، پشتیبانی از بوکمارک‌ها، اچ‌تی‌ام‌ال ۵، جستجوی وب تنظیم‌پذیر، پشتیبانی از افزونه‌ها و … اشاره کرد.
Gecko از سال ۲۰۲۳ به عنوان نرم‌افزار رندر استفاده می‌شود.
این به این دلیل است که بر اساس مرورگر جدید مبتنی بر فایرفاکس، Floorp است.